# Oksana Bajul
Oksana Serhijivna Bajul-Farina (ukrainska: Оксана Сергіївна Баюл-Фаріна), född 16 november 1977 i Dnipropetrovsk, Ukrainska SSR, Sovjetunionen (nuvarande Dnipro, Ukraina), är en ukrainsk tidigare konståkare. Hon vann OS-guld i damernas åkning vid olympiska vinterspelen 1994 i Lillehammer.

## Biografi

### Tidigt liv
Bajuls föräldrar skilde sig när hon var två år gammal. Hon växte sedan upp av sin mamma Marina. När Oksana var 13 år gammal dog hennes mamma i äggstockscancer. Vid det här laget hade Oksana redan förlorat sina morföräldrar och hade inga andra släktingar. Tränaren tog hand om den föräldralösa flickan ett tag. Men han emigrerade senare till Kanada. Halyna Smijewska, den mest framstående tränaren i Ukraina vid den tiden, tog med Bajul till Odessa, och tog med henne till sin familj, agerade surrogatmamma och fortsatte att träna henne. Detta gjordes på inrådan av Smijewskas svärson, den senare olympiska mästaren i konståkning, Viktor Petrenko, som också stod för kostnaderna.

### Karriär
1993 blev Oksana Bajul den första ukrainska mästaren efter Sovjetunionens kollaps. Vid sina första europamästerskap i Helsingfors blev hon tvåa efter fransyskan Surya Bonaly. Hon slog dem vid Världsmästerskapen i konståkning 2006 i Prag och blev världsmästare direkt. Endast Madge Syers, Herma Szabo och Barbara Ann Scott har uppnått detta i historien om damtävlingar vid världsmästerskapen. 2006 gjorde Kimmie Meissner om denna bedrift.
1994 försvarade Bajul sin nationella mästerskapstitel och blev återigen tvåa efter Surya Bonaly i Köpenhamn. De olympiska spelen i Lillehammer följde. Med mycket knapp marginal vann Bajul OS-guld före Nancy Kerrigan från USA. Bajul missade nästan friåkningen, eftersom hon krockade med Tanja Szewczenko under träningen dagen innan och ådrog sig skador. Hon fick sedan två officiellt godkända injektioner för att döva sin smärta.
Oksana Bajul skrev historia: hon vann den första guldmedaljen för det självständiga Ukraina.
Trots sin status som olympiska mästare fick Bajul och Petrenko problem efter att ha återvänt till Ukraina. Efter Sovjetunionens kollaps förföll ishallen i Odessa på grund av bristande ekonomiskt stöd. De maskiner som bearbetade isen slutade fungera. Tränare och elever fick förbereda isen manuellt. Det var därför inte förvånande att Bajul efter dessa olympiska spel, endast 16 år gammal, avslutade sin tävlingskarriär och blev proffs för att tjäna pengar. Halyna Smijewska förhandlade fram ett bra kontrakt för henne, vilket gjorde att hon kunde turnera i USA i en mycket lönsam takt. Hon kämpade dock med hälsoproblem. Sommaren 1994 fick hon genomgå en knäoperation. Läkarna ordinerade henne vila. Men Bajul ignorerade denna order för att uppfylla sitt kontrakt. I år var Bajul och Petrenko inbjudna att träna på den nybyggda ishallen i Connecticut. Smijewska skulle bli tränare där. Så hela familjen, inklusive Smijewskas dotter Nina, Petrenkos fru, flyttade till Simsbury, Connecticut.
Efter vissa personliga problem och hälsoproblem hade Bajul alkoholproblem och greps berusad efter en bilolycka 1997. Hon genomgick sedan en abstinensbehandling som var framgångsrik.
Hon bor för närvarande i New Jersey. Hon fortsätter att dyka upp på utställningar och säljer sin egen mode- och smyckeskollektion. Hon gav också ut en bok om konståkning och en självbiografi 1997. Hennes liv filmades 1994 i A Promise Kept: The Oksana Baiul Story.